# 26 Прозерпина
26 Прозерпина (лат. 26 Proserpina) је астероид главног астероидног појаса са пречником од приближно 94,80 km.
Афел астероида је на удаљености од 2,886 астрономских јединица (АЈ) од Сунца, а перихел на 2,425 АЈ.
Ексцентрицитет орбите износи 0,086, инклинација (нагиб) орбите у односу на раван еклиптике 3,561 степени, а орбитални период износи 1581,265 дана (4,329 године).
Апсолутна магнитуда астероида је 7,50 а геометријски албедо 0,196.
Астероид је откривен 5. маја 1853. године.